# Wronskián
Wronskián (nebo také Wronského determinant) je v matematice funkce, která je definována jako determinant Wronského matice. Byl vymyšlen v roce 1812 polským matematikem Józefem Hoene-Wrońským a o 70 let později také po něm pojmenován. Je používán zejména v teorii diferenciálních rovnic při jejich řešení metodou variace konstant a při zjišťování lineární nezávislosti množiny funkcí.

## Definice
Nechť funkce (reálné nebo komplexní proměnné) {\displaystyle f_{1}(x),f_{2}(x),\ldots ,f_{n}(x)} mají v množině {\displaystyle I} všechny derivace až do řádu {\displaystyle \mathrm {n-1} } včetně. Potom wronskiánem těchto funkcí nazýváme funkci definovanou vztahem 

{\displaystyle W(f_{1}(x),f_{2}(x),\ldots ,f_{n}(x))(x)={\begin{vmatrix}f_{1}(x)&f_{2}(x)&\cdots &f_{n}(x)\\f_{1}'(x)&f_{2}'(x)&\cdots &f_{n}'(x)\\\vdots &\vdots &\ddots &\vdots \\f_{1}^{(n-1)}(x)&f_{2}^{(n-1)}(x)&\cdots &f_{n}^{(n-1)}(x)\end{vmatrix}},\qquad x\in I.}
Determinant se skládá z {\displaystyle n} sloupců a {\displaystyle n} řádků. V prvním řádku se nachází původní funkce, v každém {\displaystyle j}-tém řádku jejich {\displaystyle j-1} derivace.

## Vlastnosti
- Pokud jsou funkce {\displaystyle f_{1},\ldots ,f_{n}} diferencovatelné do řádu {\displaystyle \mathrm {n-1} } na množině {\displaystyle I} a jsou zde lineárně závislé, potom platí {\displaystyle W(f_{1},\ldots ,f_{n})(x)=0} pro všechna {\displaystyle x\in I}.
- Nechť jsou funkce {\displaystyle f_{1},\ldots ,f_{n}} lineárně nezávislá řešení homogenní lineární diferenciální rovnice řádu {\displaystyle n} na množině {\displaystyle I} . Potom platí {\displaystyle W(f_{1},\ldots ,f_{n})(x)\neq 0} pro všechna {\displaystyle x\in I}.

Při řešení lineárních diferenciálních rovnic se wronskián používá pro zjišťování lineární nezávislosti funkcí, které tuto rovnici řeší. Při nalezení tolika lineárně nezávislých rovnic jako je řád diferenciální rovnice lze určit její fundamentální systém, a na základě konkrétního partikulárního řešení také obecné řešení této rovnice .

## Příklad
Spočtěme determinant systému funkcí {\displaystyle \left\{1,x,x^{2},\ldots ,x^{k}\right\}} . Jde o {\displaystyle k+1} funkcí, determinant bude mít tedy {\displaystyle k+1} řádků a {\displaystyle k+1} sloupců. Wronskián je roven 

{\displaystyle W(1,x,x^{2},\ldots ,x^{k})(x)={\begin{vmatrix}1&x&x^{2}&\cdots &x^{k-1}&x^{k}\\0&1&2x&\cdots &(k-1)x^{k-2}&kx^{k-1}\\0&0&2&\ldots &(k-1)(k-2)x^{k-3}&k(k-1)x^{k-2}\\\vdots &\vdots &\vdots &\ddots &\vdots &\vdots \\0&0&0&\cdots &(k-1)!&k!x\\0&0&0&\cdots &0&k!\end{vmatrix}}=\prod _{i=1}^{k}i!}

V posledním kroku výpočtu bylo využito, že determinant horní trojúhelníkové matice je roven součinu jejich prvků na diagonále. Tento výsledek bude vždy nenulový pro libovolné {\displaystyle k}, a proto jsou tyto funkce lineárně nezávislé.